# Honda VFR 800 F
Die Honda VFR 800 F ist ein vollverkleidetes Motorrad des japanischen Zweiradherstellers Honda. Der Sporttourer wurde am 5. November 2013 auf der Zweiradmesse EICMA in Mailand präsentiert. Die Verkaufsbezeichnung VFR steht für Vee-Four Road, also für V-Motor mit vier Zylindern für die Straße, das Suffix F hinter der Hubraumklasse bedeutet fairing (deutsch Verkleidung). Der Werkscode lautet RC 79 (ab 2017: RC93), mit RC bezeichnet Honda Straßenmotorräder. In den Vereinigten Staaten lautet die Verkaufsbezeichnung Interceptor [ˌɪntəˈseptəʳ] (deutsch Abfangjäger).
Konkurrenzmodelle mit vergleichbarer Charakteristik und weniger als 1000 cm³ Hubraum sind die Sporttourer BMW F 800 GT und die Kawasaki Z 1000 SX.

## Modellentwicklung
Innerhalb der seit 1985 produzierten VFR-Baureihe ist die RC 79 bereits die sechste Generation. Gegenüber dem Vorgängermodell, der bis 2010 gebauten VFR 800 V4 VTEC, hat die überarbeitete VFR 800 F nur einen Endtopf, eine Traktionskontrolle und eine neue Instrumentierung. Die Vollverkleidung wurde aerodynamisch überarbeitet. Die zuvor seitlich platzierten Kühler sind wieder mittig montiert, wodurch die Verkleidung von 540 auf 500 mm verschlankt werden konnte. Der x-förmige Doppel-Scheinwerfer und die Rückleuchten sind in LED-Technik ausgeführt. Eine Abgasanlage mit nur einem Schalldämpfer senkte das Fahrzeuggewicht um 7 kg, ein modifiziertes Rahmenheck aus Aluminium-Druckguss um weitere 3 kg.

## Konstruktion

### Antrieb
Der Motor basiert auf der RC 46/II von 2002, allerdings mit einer verbesserten variablen Ventilsteuerung (engl. Variable Valve Timing and Lift Electronic Control, VTEC), die ab einer Drehzahl von 6500/min per hydraulischer Sperrklinke in den Tassenstösseln die weiteren Ventile zuschaltet und so von Zwei- auf Vierventil-Steuerung umschaltet.
Der flüssigkeitsgekühlte Vierzylindermotor mit dem Namen „V-Four“ erzeugt aus 782 cm³ Hubraum eine Nennleistung von 78 kW (106 PS) und ein maximales Drehmoment von 75 Nm bei einer Drehzahl von 8500/min. Der quer eingebaute V-Motor hat einen Zylinderbankwinkel von 90 Grad. Die vier Zylinder des Kurzhubers haben eine Bohrung von 72 mm Durchmesser, die Kolben einen Hub von 48 mm bei einem Verdichtungsverhältnis von 11,8:1. In den zwei Zylinderköpfen des Viertaktmotors rotieren abhängig von der Drehzahl zwei kettengetriebene, obenliegende Nockenwellen, welche zwei Einlass- und zwei Auslassventile pro Zylinder ansteuern.
Das Motorrad beschleunigt in 3,6 s von 0 auf 100 km/h und erreicht eine Höchstgeschwindigkeit von 242 km/h.

### Kraftübertragung
Der Primärtrieb erfolgt über Zahnräder. Eine hydraulisch betätigte Mehrscheiben-Ölbadkupplung trennt den Motor vom Getriebe mit sechs Gängen. Im Sekundärantrieb zwischen Getriebeausgang und Hinterrad arbeitet ein Kettenantrieb.

### Elektrik
Die Starterbatterie hat eine Kapazität von 11 Amperestunden und versorgt den elektrischen Anlasser. Die Lichtmaschine erzeugt eine elektrische Nennleistung von 420 Watt.

### Kraftstoffversorgung
Die Gemischbildung erfolgt durch eine elektronisch gesteuerte Kraftstoffeinspritzung (engl. programmed fuel injection PGM-FI). Die Zündung erfolgt je Zylinder durch eine transistorgesteuerte Zündanlage. Der Hersteller empfiehlt aufgrund der hohen Verdichtung die Verwendung von bleifreiem Motorenbenzin mit einer Klopffestigkeit von mindestens 95 Oktan.
Der zweigeteilte Kraftstofftank hat ein Volumen von 21,5 l, davon sind 4 l Reserve. Der durchschnittliche Kraftstoffverbrauch auf Landstraße liegt bei 4,5 l auf 100 km. Die theoretische Reichweite auf Landstraße 478 km.
Die Abgasnachbehandlung erfolgt durch einen geregelten Drei-Wege-Katalysator mit zwei Lambdasonden und unterschreitet die Schadstoffgrenzwerte der Abgasnorm Euro-3. Die 4-in-1-Auspuffanlage mündet auf der rechten Fahrzeugseite in einen Endschalldämpfer aus Edelstahl.

### Fahrwerk
Das Fahrwerk baut auf einem Brückenrahmen aus Aluminiumprofilen auf und hat hinten eine Einarmschwinge aus Aluminiumguss mit progressiver Umlenkung und Momentabstützung. Die Motor-Getriebe-Einheit ist mittragend.
Das Vorderrad wird von einer Teleskopgabel mit 43 mm Standrohrdurchmesser und 108 mm Federweg geführt. Das Motorrad hat 126 mm Bodenfreiheit. Das fahrbereite Gewicht beträgt 242 kg, die maximale Zuladung 190 kg und die Zulässige Gesamtmasse 432 kg.

### Bremsanlage
Am Vorderreifen verzögert eine hydraulisch betätigte Doppelscheibenbremse, hinten eine Scheibenbremse. Alle drei Bremsscheiben sind mit einem Vier-Kolben-Schwimmsattel ausgerüstet. Ein Zweikanal-Antiblockiersystem von Continental unterstützt die Verzögerung an beiden Bremsen. Eine abschaltbare Traktionskontrolle ist serienmäßig verbaut. Die Gussräder aus Aluminium haben die Dimension 3.50×17" vorn und 5.50×17" hinten. Das Motorrad verzögert von 100 km/h in den Stand mit durchschnittlich 9,5 m/s².
Das Motorrad ist in Deutschland in den Farben „Victory Red“ (rot) und „Darkness Black Metallic“ (schwarz), im Ausland zudem in „White Pearl“ (weiß) erhältlich.

## Kritiken
„Die 800er verwöhnt mit toller Laufkultur, dreht seidig und frei hoch. Untermalt von herrlichem Gegrummel, Zündfolge des V4 mit 180-Grad-Kurbelwelle. Charakterstark, aber durchzugsschwach ist dieser Ultrakurzhuber.“

„Der erste Eindruck: So waren die Neunziger. Eckige Verkleidung, vollverschalt – die VFR 800 wirkt heute wie aus der Zeit gefallen. Honda baut die VFR 800 seit 1998 quasi unverändert; das aktuelle Modell ist das erste nennenswerte Update seit zwölf Jahren.“

„Die VFR 800 F ist ein tolles Motorrad. Trotz aktueller Überarbeitung ist sie etwas in die Jahre gekommen. Dennoch ist sie ein recht sportliches Bike das auch für längere Touren taugt, grundsätzlich aber nichts für eingefleischte Tourer ist. Für einen echten Sportler ist sie dann wieder zu schwer und unhandlich. Dazwischen macht sie alle glücklich.“